# Dicranota (Plectromyia) nooksackiae
Dicranota (Plectromyia) nooksackiae is een tweevleugelige uit de familie Pediciidae. De soort komt voor in het Nearctisch gebied.